# 凯莱布·顾盛
凯莱布·顾盛（英語：Caleb Cushing，1800年1月17日—1879年1月2日），《望廈條約》中稱為顧聖，美国政治家、外交家，曾任美国众议院议员（1835年-1843年）和美国司法部长（1853－1857年）。他代表美方與大清帝國簽署《清美望厦條約》。

## 生平

### 早期生活
顾盛1800年出生于马萨诸塞州索尔兹伯里一个富有的造船商家庭。1802年，顾盛随全家迁往梅里马克河畔的造船城市纽伯里波特。1813年，顾盛进入哈佛大学，年仅13岁。1820年至1821年间，顾盛在母校教授数学。12月，顾盛进入马萨诸塞州民事诉讼法庭实习，1824年开始律师执业。
1824年11月23日，顾盛与马萨诸塞州最高法院法官塞缪尔·萨姆纳·怀尔德之女卡罗琳·伊丽莎白·怀尔德结婚。十年后，卡罗琳去世，两人没有子嗣，顾盛也未再婚。

### 州立法机构工作
1825年，顾盛作为民主共和党成员进入马萨诸塞州众议院，次年又进入马萨诸塞州参议院，1828年再次回到众议院。1829年至1831年间，顾盛前往欧洲生活了一段时间。回国后，顾盛再次进入众议院直至1834年底当选美国众议院议员。

### 华盛顿工作
1835年至1843年间，顾盛在美国众议院担任议员，同时还曾担任美国众议院外交事务委员会主席。
1843年，美国总统约翰·泰勒提名顾盛担任美国财政部长，但遭到美国参议院的否决，约翰·坎菲尔德·斯潘塞取而代之。
同年，泰勒任命顾盛担任首任驻华专员直至1845年。1844年2月24日，顾盛搭乘白蘭地號巡防艦抵達澳門，7月与中国签署了中美的第一个条约《望厦条约》。

### 返回马萨诸塞州
1847年，顾盛再次进入马萨诸塞州众议院。在此期间，顾盛提出了一项拨款议案，用以装备一支参加美墨战争的军队。议案最终未能通过，但顾盛仍私下建立了一个基金并加入了战争。顾盛最初担任美国陆军上校，后又被授予准将军衔。战争期间，顾盛并未遭遇实战，在墨西哥城停战后数月率领后备军进入城市。
1847年和1848年，顾盛两度被民主党提名为马萨诸塞州州长候选人并均遭失败。1851年，顾盛再度进入马萨诸塞州众议院，同年被任命为马萨诸塞州司法部长但被顾盛谢绝。1851年至1852年，顾盛担任了纽伯里波特市长。
1852年，顾盛成为马萨诸塞州最高法院法官。1853年，顾盛被总统富兰克林·皮尔斯任命为美国司法部长。
1858年、1859年、1862年和1863年，顾盛多次担任马萨诸塞州众议员。

### 南北战争期间
美国南北战争期间，虽然倾向于巩固州权并反对废奴，但顾盛仍然支持联邦政府。总统安德鲁·约翰逊任命顾盛为重新审视和修改美国国会相关法律的三名专员之一。

### 重返外交
1868年，顾盛与美国常驻哥伦比亚公使一起被派往波哥大，负责有关巴拿马运河开凿的谈判。
1874年至1877年，顾盛担任美国驻西班牙大使。

### 最高法院提名
1874年1月9日，总统尤利塞斯·S·格兰特提名顾盛为美国首席大法官，但被参议院否决。

## 作品
- History and Present State of the Town of Newburyport, Mass. (1826)
- Review of the late Revolution in France (1833)
- Reminiscences of Spain (1833);
- Oration on the Growth and Territorial Progress of the United States (1839)
- Life and Public Services of William H. Harrison (1840)
- The Treaty of Washington (1873)

## 深度阅读
- Belohlavek, John M. Broken Glass: Caleb Cushing & the Shattering of the Union (2005)
- Belohlavek, John M. Race, Progress and Destiny: Caleb Cushing and the American Empire (1996)
- Fuess, Claude M. The Life of Caleb Cushing, New York: Harcourt, Brace and Co., 1923. (2 vols.)
- Kuo, Ping Chia. "Caleb Cushing and the Treaty of Wanghia, 1844." The Journal of Modern History 5, no. 1 (1933): 34-54. Available through JSTOR.